# Pamięć (album)
Pamięć – drugi studyjny album grupy SBB, wydany w 1976. Okładkę projektował Kazimierz Hałajkiewicz.

## Spis utworów
Album zawiera utwory:
Strona A
1. W kołysce dłoni twych (ojcu) (muz. J. Skrzek, sł. J. Matej) – 9:07
2. Z których krwi krew moja (muz. J. Skrzek, sł. J. Matej) – 10:11

Strona B
1. Pamięć w kamień wrasta (muz. J. Skrzek, sł. J. Matej) – 19:52

Utwory dodatkowe
Bonusowe utwory dodane do wydania Metal Mind Productions (2004):
1. Poranek nadziei – 4:30
2. Barwy drzewa – 2:01
3. Osiem rąk – 4:40
4. Waldie – 9:13
5. Niedokończona progresja – 6:24
6. Reko-Reko – 4:31
7. Serenada Gia Sena – 4:54

## Skład zespołu
Twórcami albumu są:
- Józef Skrzek – gitara basowa, piano Fendera, organy Hammonda, syntezator, fortepian, śpiew
- Antymos Apostolis – gitary
- Jerzy Piotrowski – perkusja